# Arturo Troncoso Daroch
Hernán Arturo Troncoso Daroch (1922 - Viña del Mar, 30 de octubre de 2008) fue un marino con rango de almirante y político chileno. Se desempeñó como intendente de la región de Valparaíso (1974-1979), ministro de Vivienda y Urbanismo (1974-1975), y como ministro de Educación Pública (1975-1976), durante la dictadura militar del general Augusto Pinochet. Asimismo, fue presidente de la Empresa Nacional de Electricidad (Endesa) y consejero de las universidades Federico Santa María (UST) y Adolfo Ibáñez (UAI).
Luego del fin de la dictadura militar, ejerció como presidente de la «Unión de Oficiales en Retiro», en 1991, 1994, 1997, 2000 y 2003.

## Vida personal
Fue hijo de Berta Daroch Fernández y Luis Guillermo Troncoso Palacios, quién fuera capitán de navío y subsecretario de Marina entre 1933 y 1937, durante el gobierno del presidente liberal Arturo Alessandri.
Se casó con Lidia Julia Valle Ramírez (hija a su vez de Lidia Ramírez Rahausen y Roberto Valle Ferro; marino que apoyó la candidatura presidencial del radical Pedro Enrique Alfonso en 1952), con quien tuvo dos hijos María Angélica, hija Mayor y Gonzalo Arturo, hijo menor.
Falleció el 30 de octubre de 2008 a causa de una afección al corazón. Los funerales se realizaron al día siguiente, en la Capilla Naval Las Salinas de Viña del Mar.